# Alhambra (Ciudad Real)
Alhambra es un municipio y localidad española de la provincia de Ciudad Real, en la comunidad autónoma de Castilla-La Mancha. Cuenta con una población de 969 habitantes (INE 2024). En el término municipal, uno de los más extensos de la provincia en recuerdo a su importancia histórica durante la Edad Media, está incluida la pedanía de Pozo de la Serna.

## Geografía
Integrado en la comarca de Campo de Montiel, se sitúa a 90 kilómetros de la capital provincial. El término municipal está atravesado por la carretera nacional N-430, entre los pK 389-414 y 416-419, además de por las carreteras autonómicas CM-3129, que conecta con Carrizosa, y CM-3127, que une La Solana con Villanueva de los Infantes. Por el exclave de Gualo cruza una carretera local que une Tomelloso con Ossa de Montiel. 
El relieve del municipio es predominantemente llano, si bien destaca dos pequeñas sierras, la sierra de Alhambra (Juego de Bolos, 1088 metros), al norte del río Azuer, y la sierra del Cristo (949 metros), en el límite con San Carlos del Valle, sin olvidar otros cerros aislados que se alzan por distintas zonas del territorio, como el cerro Pino (931 metros), el cerro Casas Blancas (915 metros) o Las Cardonchas (893 metros), entre otros. El río Azuer cruza el territorio de sureste a noroeste, y en él desembocan el arroyo de la Masegosa y el arroyo de Alhambra. La altitud oscila entre los 1088 metros (Juego de Bolos) en la sierra de Alhambra, y los 730 metros a orillas del río Azuer. El pueblo se alza a 862 metros sobre el nivel del mar.
| Noroeste: Manzanares                    | Norte: Argamasilla de Alba | Noreste: Ruidera                  |
| Oeste: La Solana y San Carlos del Valle |                            | Este: Ossa de Montiel (Albacete)  |
| Suroeste: Valdepeñas                    | Sur: Montiel (exclave)     | Sureste: Carrizosa y Villahermosa |

El exclave de Gualo limita con Tomelloso y Socuéllamos al norte, Villarrobledo al noreste, Ossa de Montiel al sureste, Ruidera al suroeste y Argamasilla de Alba al noroeste. 
Es destacable el trazado de las calles y la arquitectura popular que todavía perdura en muchos de sus rincones.[cita requerida] Existen las siguientes rutas de senderismo: sierra de Alhambra, cuevas de Huelma, La Lagunilla y La Calera y El Lobillo.[cita requerida]

## Patrimonio
- Castillo de Alhambra: Construido bajo el dominio de la orden de Santiago, sobre una primera construcción árabe anterior. La definitiva forma poligonal que ahora puede apreciarse se debe al conde Álvaro Núñez de Lara. A pesar de su importancia histórica, este monumento está incluido dentro de la Lista Roja de Patrimonio en peligro de la asociación Hispania Nostra.
- Iglesia de San Bartolomé Apóstol: Su construcción fue iniciada en el año 1214, sobre los restos de un anterior templo romano. Planta de cruz latina, de una sola nave, con dos capillas laterales en el crucero. En el exterior de la iglesia, el aparejo de sus muros está formado por verdugas y machones de ladrillos, buscando el refuerzo de las esquinas y de la fachada baja con grandes sillares, las cuales muestran restos de grabados pertenecientes al anterior edificio. El interior, una bóveda encamonada con lunetos y vanos termales utilizados como ventanas para iluminar el templo. En unas excavaciones arqueológicas recientes, se ha descubierto una cripta, bajo el altar mayor. El retablo es moderno, sustituyendo al anterior que fue quemado, junto con todas las imágenes, en la guerra civil española.

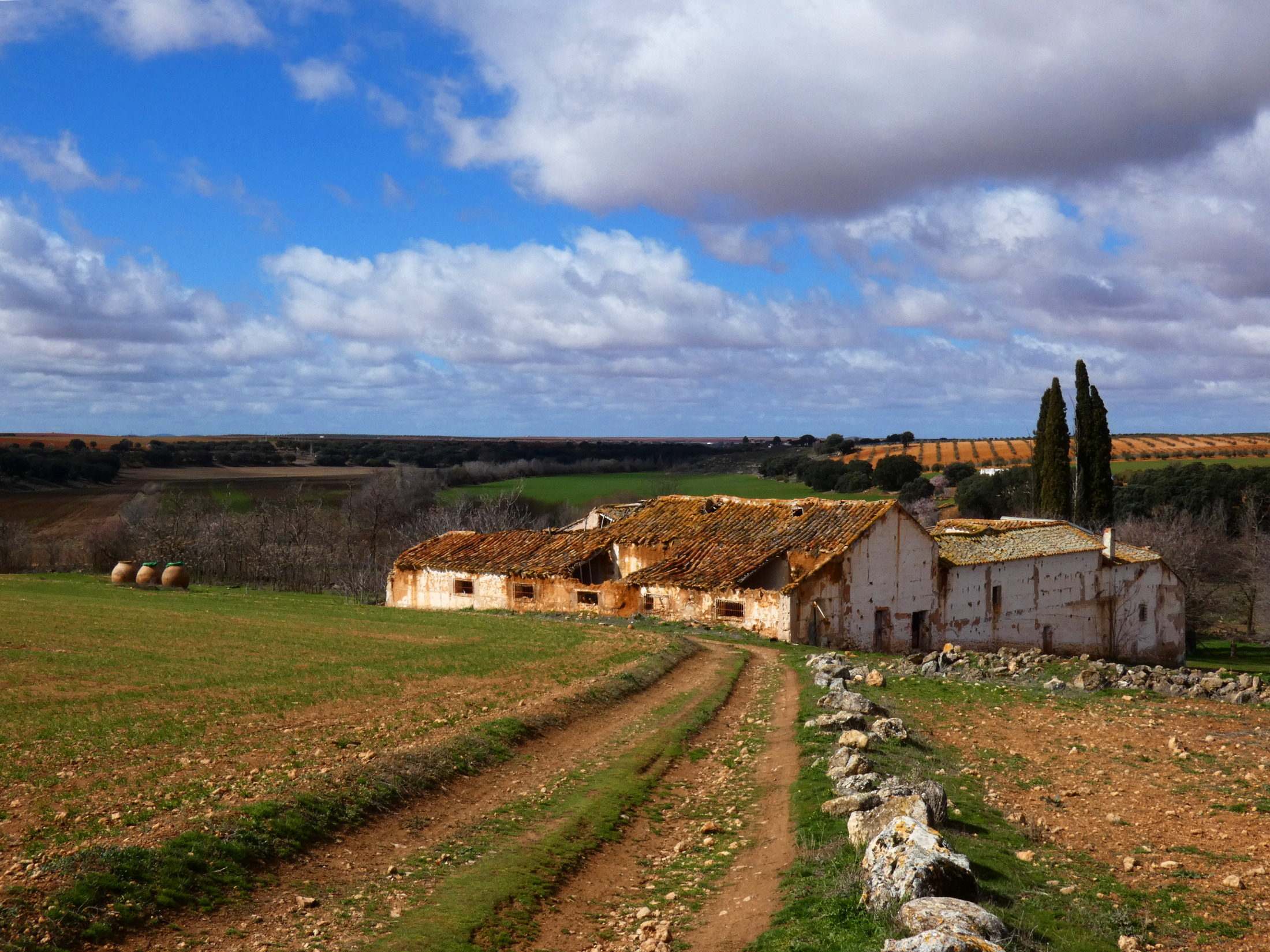
Edificio en ruinas en el sur del término municipal, junto al cauce del río Azuer

La antigua capilla del bautismo, ubicada en la base de la torre del campanario, se ha dejado al descubierto un arco de medio punto construido con sillería de moliz, dando acceso a la misma. 
- Lavaderos antiguos lavaderos públicos, construidos en los años 40, de planta rectangular, con pilones centrales, chimenea, y habitáculos independientes. Grandes ventanales, de arcos escarzanos, orientados al saliente y al poniente, dan iluminación natural al interior del edificio. En el exterior se sitúa el pozo que abastecía de agua el pilón central, aun conserva la tubería de plomo que surtía el lavadero.

Dentro del casco urbano de la villa (junto a la iglesia parroquial), se conservan algunos restos de época romana. Algunos historiadores localizan en esta villa (o en sus alrededores), a la importante ciudad romana de Laminio, citada por numerosas fuentes clásicas.

## Demografía
Alhambra cuenta con una población de 969 habitantes (INE 2024).
| Gráfica de evolución demográfica de Alhambra entre 1842 y 2021                                                      |
| |
| Población de derecho según los censos de población del INE Población de hecho según los censos de población del INE |

A mediados del siglo XIX contaba con 760 habitantes, según queda recogido el primer volumen del Diccionario geográfico-estadístico-histórico de España y sus posesiones de Ultramar de Pascual Madoz.
| 1423          | 1341 | 1220 | 1168 | 1084 | 1042 |
| (Fuente: INE) |      |      |      |      |      |